# Lucilia (planta)
Lucilia és un gènere de plantes amb flors (també és Lucilia un gènere de dípters) que pertany a la família asteràcia. Consta de 10 espècies acceptades. Són plantes natives d'Amèrica del Sud.

## Taxonomia
Aquest gènere de plantes va ser descrit per Alexandre Henri Gabriel de Cassini i publicat a Bull. Sci. Soc. Philom. Paris 1817: 32. 1817. L'espècie tipus és: Lucilia acutifolia (Poir.) Cass.	
- Lucilia acutifolia (Poir.) Cass.
- Lucilia eriophora J.Rémy
- Lucilia kunthiana (DC.) Zardini
- Lucilia linearifolia Baker
- Lucilia lopezmirandae (Cabrera) S.E.Freire
- Lucilia lycopodioides (Less.) S.E.Freire
- Lucilia nitens Less.
- Lucilia recurva Wedd.
- Lucilia saxatilis V.M.Badillo
- Lucilia tomentosa Wedd.